# Stephanorhinus
Stephanorhinus è un genere estinto di rinoceronti originario dell'Eurasia settentrionale che visse durante il Pleistocene inferiore e l'inizio del tardo. Aveva due corni, pesava più di 3000 kg e misurava circa 2 metri di altezza e 4 metri di lunghezza, con una dimensione simile a quella di un rinoceronte bianco.

## Storia tribale
Il genere Stephanorhinus è apparso per la prima volta nel Miocene superiore circa 8 milioni di anni fa, la specie più antica è Stephanorhinus pikermiensi . I reperti precedenti provengono principalmente dalla Grecia, come da Pikermi e l'isola di Samos. Numerose specie emerse, soprattutto nel Pliocene e nel Pleistocene . Fondamentalmente, nell'Eurasia occidentale si possono tracciare due linee di sviluppo: una passava da Stephanorhinus megarhinus a Stephanorhinus kirchbergensis. L'altro includeva Stephanorhinus etruscus, da cui discendono Stephanorhinus jeanvireti, Stephanorhinus hundsheimensis e infine Stephanorhinus hemitoechus. Soprattutto nel Pleistocene Medio e Giovane con le loro fasi climatiche fortemente fluttuanti, due specie altamente specializzate hanno sviluppato, da un lato il rinoceronte della foresta, dall'altro il rinoceronte della steppa. Mentre la maggior parte delle specie era già scomparsa nel primo Pleistocene medio.

## Specie e riproduzione
Nel tardo Pleistocene c'erano due specie di Stephanorhinus in Eurasia, il grande rinoceronte di Merck (Stephanorhinus kirchbergensis) e il rinoceronte dal naso stretto (Stephanorhinus hemiotoechus). Entrambe le specie potrebbero essersi evolute da Stephanorhinus etruscus. Tuttavia, non è chiaro se un'altra specie, Stephanorhinus hundsheimensis, si inserisca anche in questa linea evolutiva. Questo rinoceronte, vissuto nel Pleistocene inferiore e medio nel Paleartico occidentale, potrebbe anche essere stato un ramo laterale europeo, derivato dal rinoceronte del Pliocene Stephanorhiuns jeanvireti. Era probabilmente un animale relativamente non specializzato, evoluto per il pascolo. Scomparve quando circa 600.000 anni fa arrivarono in Europa due nuove specie di rinoceronte, S. kirchbergensis e S. hemiotechus.

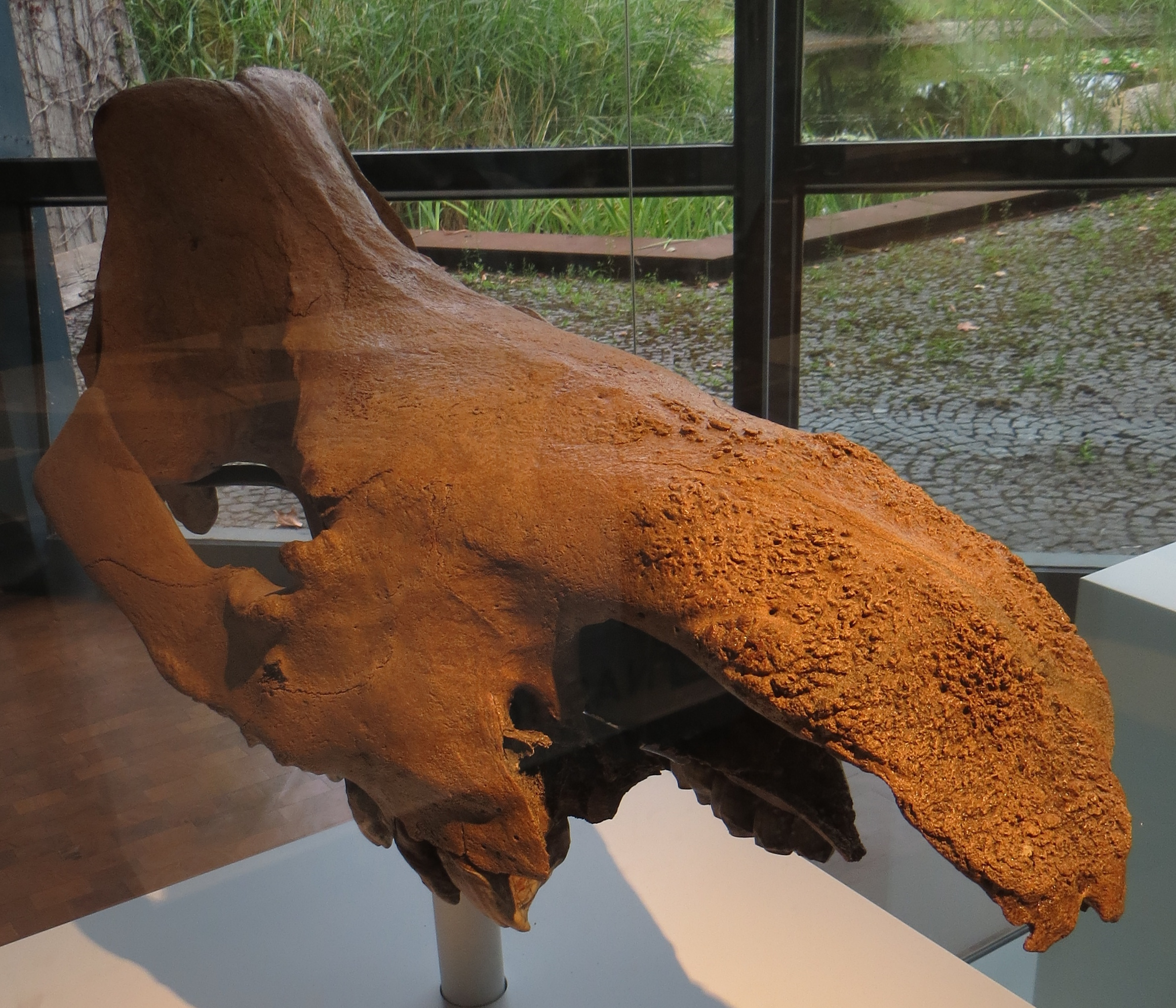
Cranio di Stephanorhinus

I fossili di rinoceronte della grotta del rinoceronte a Hongping, Shennongjia, in Cina, originariamente si riteneva appartenessero a Rhinoceros sinensis, ma sono stati in seguito identificati come appartenenti a S. kirchbergensis.
S. kirchbergensis preferiva habitat forestali o boschivi, mentre S. hemitoechus si era probabilmente adattato a habitat più aperti. S. kirchbergensis è relativamente raro in reperti fossili e conosciuto da poche località italiane, francesi, tedesche, britanniche e dell'Europa orientale, per lo più del Pleistocene Medio. In Asia è conosciuto in Siberia, nell'Asia centrale (ad esempio nel sud-est del Kazakistan), nella Corea centrale e in Cina. Potrebbe anche essere vissuto in Israele e in Libano, ma per queste regioni non è chiaro se fosse davvero S. kirchbergensis o una specie simile. Nella Cina orientale, S. kirchbergensis era presente in tutto il Pleistocene tra il 30 ° N e il 40 ° N.
Nell'Europa orientale S. kirchbergensis scomparve durante il primo Pleistocene superiore, dove è registrato nell'Eemiano in Polonia. Nelle foreste del Caucaso potrebbe essere sopravvissuto fino ai primi Weichseliani. Le ultime occorrenze sono conosciute dalla Spagna, dove è sopravvissuto fino al tardo Weichselian medio o precoce. Il rinoceronte dal naso stretto apparve in Europa nel primo Pleistocene medio. È conosciuto qui in molte località tra Spagna, Italia, Germania e Isole britanniche. Oltre all'Europa è anche conosciuto in Siria, in Israele, nel Caucaso e in una località del Pleistocene inferiore vicino al Lago Bajkal. Questo è il punto più orientale dell'intervallo noto. Gli ultimi fossili del rinoceronte dal naso stretto sono noti nei Balcani, dove è sopravvissuto fino al tardo Weichseliano.

## Paleobiologia
Le specie predominanti, specialmente nel Miocene uscente, nel Pliocene e nel primo Pleistocene, furono adattate alle foreste chiuse a causa del loro corpo più delicato con arti sottili, si svilupparono forme successive che preferivano paesaggi più aperti. Il rinoceronte della steppa del Pleistocene tardo medio era l'unica specie che popolava anche aree aperte della steppa e di conseguenza aveva zampe più forti e corte. I denti per lo più a corona bassa e la postura della testa alta supportano una dieta a base di alimenti vegetali morbidi, che possono anche essere dimostrati dai segni di abrasione sulle superfici masticatorie dei denti con depressioni simili a trogoli. Il Hundsheimer rinoceronte preferito dieta piuttosto mista. Nel caso del rinoceronte della foresta, i resti di cibo sono stati conservati nei denti, che provengono da betulla, rose, pioppo, quercia, biancospino e spina di fuoco e da ninfee . Il rinoceronte della steppa, d'altra parte, ha corone dentali molto alte e una grande percentuale di cemento dentale. Ciò ha portato all'evoluzione dell'osso occipitale e ad una postura della testa permanentemente bassa, come nel caso del rinoceronte bianco (Ceratotherium simum).
Lo Stephanorhinus aveva tipicamente due corni, la parte anteriore sul naso, la parte posteriore sull'osso frontale, come si può vedere sulle superfici ruvide dell'osso, che è lo stesso corno di cheratina ma non tramandato fossile. Tali cosiddetti corni in tandem si trovano ancora oggi nel rinoceronte di Sumatra e nei rinoceronti africani più strettamente correlati. L'estensione della superficie ruvida suggerisce la dimensione dell'ex corno, in generale gli ascoltatori nasali erano più grandi dei corni frontali. I primi rappresentanti di Stephanorhinus tendevano ad avere piccoli corni, mentre in seguito quelli più grandi. In origine, il setto nasale troppo cresciuto era associato all'aumento delle dimensioni dei corni: i rinoceronti africani di oggi a volte hanno corni molto lunghi, ma non mostrano ossificazione del setto nasale. Oltre alla linea Stephanorhinus - Coelodonta, fossilizzato è l'Elasmotherium più primitivo, che non appartiene ai rinoceronti moderni e che aveva anche tali ossificazioni. Tuttavia, questo non aveva affatto il corno del naso, ma solo un corno sulla fronte, che poteva essere lungo fino a due metri.

## Tassonomia
Il nome "Stephanorhinus" fu introdotto nel 1942 dal paleontologo ungherese Miklós Kretzoi. Il nome è composto dal nome "Stefan" e dalla parola greca ῥίς, (rhīs "naso") insieme. "Stephan" rappresenta quindi un onore del primo re d'Ungheria e oggi santo nazionale del paese Stefano I. Tuttavia Kretzoi in quel momento non ha incluso il rinoceronte (Stephanorhinus hemitoechus) a causa del cranio altrimenti costruito, ma ha creato il genere indipendente Procerorhinus. Il nome Stephanorhinus prevalse inizialmente a malapena. Il ricercatore francese Claude Guérin non riconobbe il nome e creò il proprio nel 1980 con Brandtorhinus, nel quale ha incluso tutte le forme europee del Pliocene e del Pleistocene dei Dicerorhinina (ad eccezione di Coelodonta); tuttavia Guérin considerò Brandtorhinus solo come sottogenere di Dicerorhinus. Nel 1993, Mikael Fortelius pubblicò una revisione completa dei rappresentanti ad ovest degli Urali di Stephanorhinus e così propose il nome per il riconoscimento. Oggi il nome Stephanorhinus è ampiamente accettato ma è anche arrivata la richiesta di unire il genere a causa di numerose caratteristiche simili a Coelodonta, richiesta finora respinta. Nel 2012, c'è stata una revisione della nomenclatura per i rappresentanti della specie ad est degli Urali.
Numerose specie sono state assegnate al genere Stephanorhinus. I seguenti sono riconosciuti oggi:

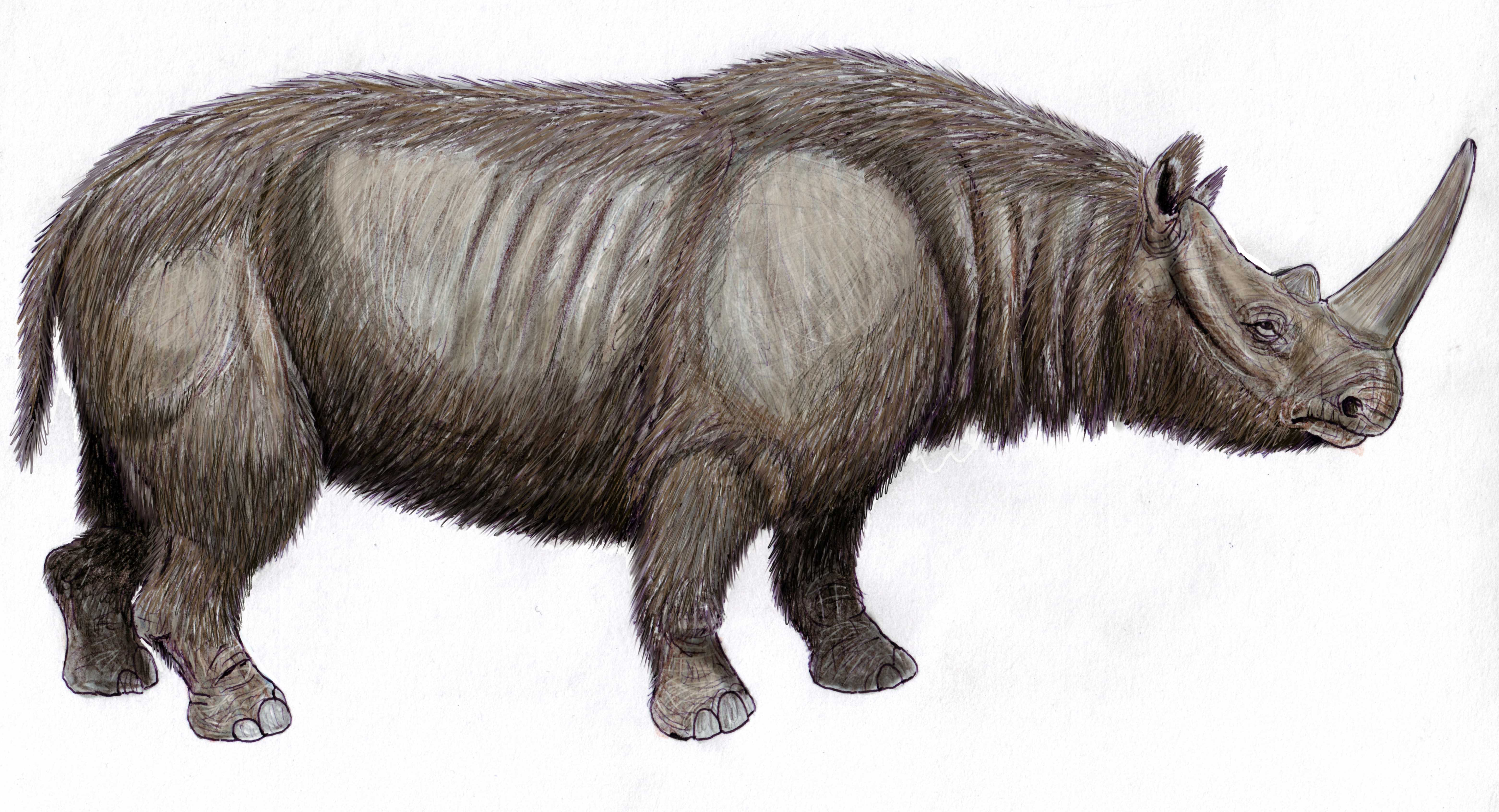
Ricostruzione del rinoceronte delle steppe (Stephanorhinus hemitoechus)

- Stephanorhinus etruscus (rinoceronte etrusco) Falconer, 1868
- Stephanorhinus hemitoechus (rinoceronte di steppa) Falconer, 1868
- Stephanorhinus hundsheimensis (rinoceronte di Hundsheimer) Toula, 1902
- Stephanorhinus jeanvireti Guérin, 1972
- Stephanorhinus kirchbergensis (rinoceronte di foresta) Jaeger, 1839
- Stephanorhinus lantianensis Hu & Qi, 1978
- Stephanorhinus megarhinus De Christol, 1834
- Stephanorhinus miguelcrusafonti Guérin & Santafe-Llopis, 1978
- Stephanorhinus pikermiensis Toula, 1906
- Stephanorhinus yunchuchensis Chow, 1963